# Perestroika
La perestroika (en ruso перестройкаⓘ, 'reestructuración') fue la reforma política y económica destinada a desarrollar una nueva estructura interna de la Unión Soviética, llevada a la práctica por el secretario general Mijaíl Gorbachov desde 23 de abril de 1985, un mes después de que tomara el poder.
La visión que Mijaíl Gorbachov tenía para el futuro era reorganizar el sistema socialista para poder conservarlo. Dentro de sus planes de cambio estaba que la sociedad soviética pudiera transformarse para crear un nuevo sistema económico —aun dentro del socialismo— en la Unión Soviética. Este proceso estuvo lleno de conversiones hacia la democracia —como se entendía en Occidente, en la política y en los miembros del Kremlin— y trajo consigo una enorme cantidad de consecuencias en la economía y en la sociedad. No obstante, el país fue incapaz de enfrentar este proceso y la perestroika acabó con el cese forzoso de Gorbachov por las oposiciones internas y la consecuente disolución de la URSS como Estado soberano.

## El proceso
La perestroika fue una reforma basada en la reestructuración del sistema económico soviético realizada en la década de 1980. Cuando en marzo de 1985 el reformista Mijaíl Gorbachov fue elegido secretario general del Partido Comunista de la Unión Soviética (PCUS) y se convirtió en el máximo dirigente soviético, en la reunión del Comité Central del PCUS de abril de 1985 se decidió poner en práctica dicha reforma. El programa consistía en convertir a la Unión Soviética en quinientos días en una economía de mercado, mediante aperturas económicas y el estrechamiento de relaciones con Occidente. Se aceptó la propiedad privada en artículos personales básicos. Desde la época de Lenin hubo muchos conflictos y controversias sobre la forma de economía que debía fungir como transitoria hacia el comunismo real. De hecho, uno de los conflictos más intrincados fue la existencia o no de un sistema de mercado basado en oferta y demanda en una economía marxista.
Para algunos autores como Serguéi Kará-Murzá, este proceso constituyó una revolución «desde arriba», llevada a cabo por la nomenklatura (dirigentes del partido y el Estado) que en realidad querían justificar su estilo de vida burgués, puesto que gozaba de privilegios a los que no podía acceder el ciudadano común. Para este autor, el sistema colectivista se había transformado en un obstáculo, pues no les permitía fungir como una nueva clase social de forma abierta. En el plano productivo, fue un severo proceso de desindustrialización y privatización a base de la venta de las propiedades estatales pasando a manos privadas. Un proceso que fue llamado «terapia de choque» por Borís Yeltsin (primer presidente de la Rusia postsoviética), al pasar de un Estado socialista cimentado en un sistema económico colectivista a un estilo capitalista liberal de tipo occidental, donde en 1994 el 70% de activos provenían del sector privado.
Según el mismo Kará-Murzá, para el momento de implementada la perestroika, la Unión Soviética no se encontraba en crisis económica. El cálculo económico de un Estado socialista es diametralmente diferente al de los Estados capitalistas (con medidas como el PIB o el PPC), pues el experimento soviético se basaba en un estado empleador monopolista y no se rige por las utilidades generadas por el trabajo. Básicamente el estado redistribuye todo lo producido en su conjunto por el pueblo, el dinero se transforma en un mecanismo de canje.[cita requerida]

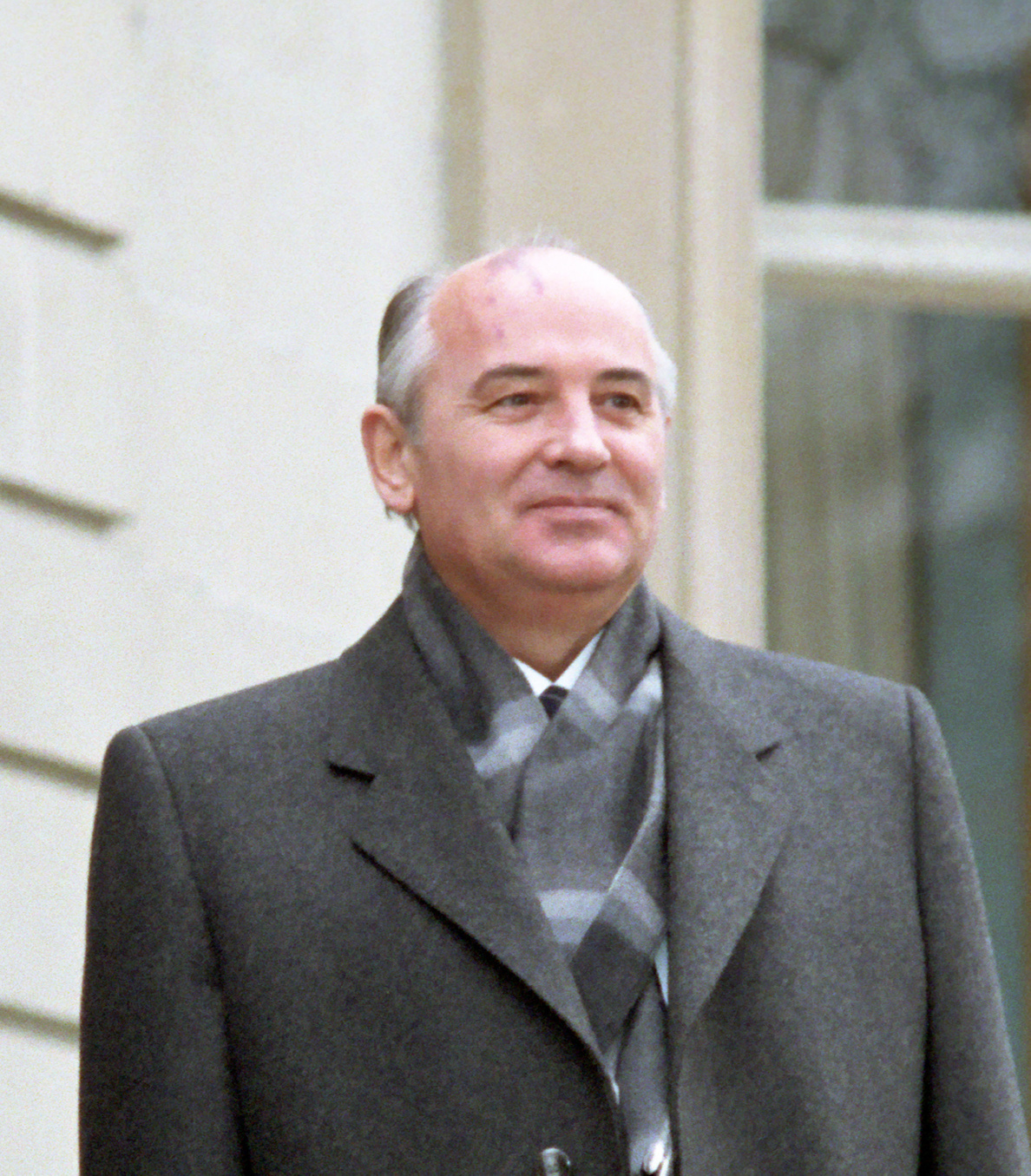
Mijaíl Gorbachov en 1985.

Desde abril de 1985, Gorbachov y sus ministros introdujeron las reformas anunciadas. El objetivo principal era pasar de un sistema de economía centralmente planificada a un sistema de economía de mercado (ley de oferta y demanda), para lo cual se permitió una cierta autonomía local y se procedió a la liberalización de precios. También se pretendía luchar contra la corrupción, el alcoholismo y el absentismo laboral. Según la nueva teoría, el pleno empleo se obtendría al propugnar la liberalización económica, permitiendo a las empresas tomar decisiones sin consultar a las autoridades y fomentando la empresa privada y las sociedades conjuntas con un número limitado de compañías extranjeras, lo que impulsaría la inversión. Asimismo, se implantó una cierta democratización de la vida política, debida a la política de glásnost, la reducción de la censura, la liberación de disidentes soviéticos como, por ejemplo, el físico Andréi Sájarov y de presos políticos.
Abel Aganbeguián, el primer consejero económico de Gorbachov y en gran parte responsable de la base teórica del programa de cambio, afirmó que en un 40 % de la industria se habría producido una disminución de la producción y que, además, existía una degradación de la agricultura. Por ello, propuso reformas para dar más autonomía a la empresa, medidas para mejorar el rendimiento del trabajador y la calidad de los productos. Las alternativas económicas de otros países socialistas se ignoraron (como la modificación del socialismo chino de los años setenta) y las medidas que se adoptaron no se discutieron previamente; en cambio, se permitió la entrada de capital extranjero, con una proximidad cada vez mayor al capitalismo. Así, poco a poco se fueron introduciendo actividades económicas privadas, mediante la paulatina introducción de contratos individuales en fábricas y haciendas colectivas. Se implementaron medidas como la venta de un gran número de empresas estatales, reformas de la moneda y un nuevo sistema bancario y financiero.
Para inicios de la década de 1990, la Unión Soviética se encontraba sumida en una profunda crisis económica sin precedentes. En parte, puesto que no existía a la fecha una teoría o metodología académica de cómo un Estado de economía planificada y centralizada pasa a convertirse en una economía de mercado libre.[cita requerida] Se dislocó completamente todo el complejo entramado industrial y agrícola de la Unión Soviética, el país virtualmente se paralizó, la inflación se disparó y las condiciones de pobreza se propagaron (un 50% de la población rusa en 1993-1995), al punto que la misma Unión Soviética desapareció como Estado y como superpotencia mundial del periodo de la Guerra Fría.[cita requerida]

## La reforma económica y los ingresos de la población soviética
La perestroika prometía grandes cosas para los ciudadanos, pero los dirigentes optaron por subir los sueldos a diversas categorías de ocupados. Esta decisión provocó la escasez y la necesidad de subvención, lo que empeoró su situación y la del tesoro público. El elemento más destructivo fue la ley de empresa, pues anulaba todo control sobre los recursos, de modo que se redujo la inversión. La desmembración de la Unión Soviética en pequeñas repúblicas, la creación de bancos propios y la concesión de créditos ilimitados provocaron inflación y la escasez total; el interés del dinero llegó a ser mínimo.

### Liberalización de precios en 1992
La liberalización de los precios en 1992 y la renuncia a la rígida regulación de salarios causaron una sustancial disminución en el nivel de vida, así como cambios en la dinámica y estructura de los ingresos, diferenciando regiones y ramas en la remuneración del trabajo.[cita requerida]
Surgió una clase de nuevos ricos, cuyos ingresos no provenían del trabajo, y se amplió el número de pobres: en 1993 casi una tercera parte de la población rusa tenía ingresos que no garantizaban un nivel mínimo de subsistencia.[cita requerida]

### Distribución polarizada de los ingresos
Aumentó la diferenciación de la población en el nivel de ingresos per cápita de forma vertiginosa; así, al 20 % de la población más rica le correspondía el 50 % de los ingresos monetarios[cita requerida].
Surgieron grandes desproporciones en la remuneración de los salarios por ramas de la economía, debido a la falta de competencia entre las empresas[cita requerida]: las que han logrado monopolizar los mercados de venta, pagan salarios mucho mayores que el resto. Aparecieron nuevos oligarcas de las principales industrias. Para los soviéticos, lo anterior fue un choque psicológico enorme, puesto que veían impotentes cómo todo el complejo industrial se entregaba a manos privadas, industrias que no representaban, para ellos, activos fijos[cita requerida].
Aumentaron las diferencias entre las regiones, las de situación más ventajosa han sido las de una mayor especialización productiva[cita requerida].
La distinción del nivel de consumo no era tan grande como la de ingresos nominales, ya que en las zonas centrales de Rusia los precios de los productos básicos son menores que en las más meridionales o en Siberia. Por otro lado, la estructura de los ingresos varió para la mayor parte de la población: para el 75 % de la población la fuente de ingresos es el salario, para el 20 % la pensión y para el 5 % los negocios propios. Para la población asalariada la situación es la peor por la falta de incorporación de la fuerte inflación al salario. El resto de los trabajadores tiene una situación más favorable; aun así, la gente se ve obligada a buscar fuentes complementarias de ingresos[cita requerida].
En el campo del consumo, la estructura empeoró en estos últimos dos años, la parte destinada a alimentos es del 50 %, reduciendo el resto de consumos de productos no comestibles y de servicios[cita requerida].

### Condicionantes del nivel de vida
1. Diversos bienes sociales se subvencionan por el Estado.
2. La estadística oficial no recoge los ingresos de la producción no registrada. Además el Comité Estatal de Estadística no ha hecho estudios profundos de los presupuestos familiares desde 1989.
3. En los comienzos de la liberalización la población tenía acumulados considerables stocks de víveres y artículos industriales[cita requerida]. Fue esto lo que sirvió como freno a la caída de ingresos después de la liberalización. La población se polariza con respecto a los ingresos con la aparición de los superricos, una pequeña parte que obtiene sus ingresos de los negocios y del resto. Esta situación plantea dos problemas :
  1. Fuente de tensión social.
  2. El grupo poblacional en torno a los pequeños negocios puede incrementar su participación apoyando y apoyándose en la inflación.

Los cambios en la distribución de los ingresos en Rusia después de la Perestroika y la liberalización de los precios han llevado a la población rusa a una polarización en su estatus con grandes diferencias de nivel de vida según la fuente de obtención de renta de los individuos.
Este efecto se da por varias causas:
1. La primera por la diferente incorporación de la inflación a las fuentes de renta.
2. Otra causa son las diferentes fuentes de renta y su participación en los ingresos finales.
3. Por otro lado, la escasez general y la región determinan la capacidad de consumo de los individuos, que además ha variado considerablemente.

La inexistencia de una clase media-alta y la rapidez de las operaciones que se realizan, así como la falta de interés por el dinero, hacen que la evolución de la estructura de ingresos no sea la más recomendable.[cita requerida]

## Consecuencias políticas

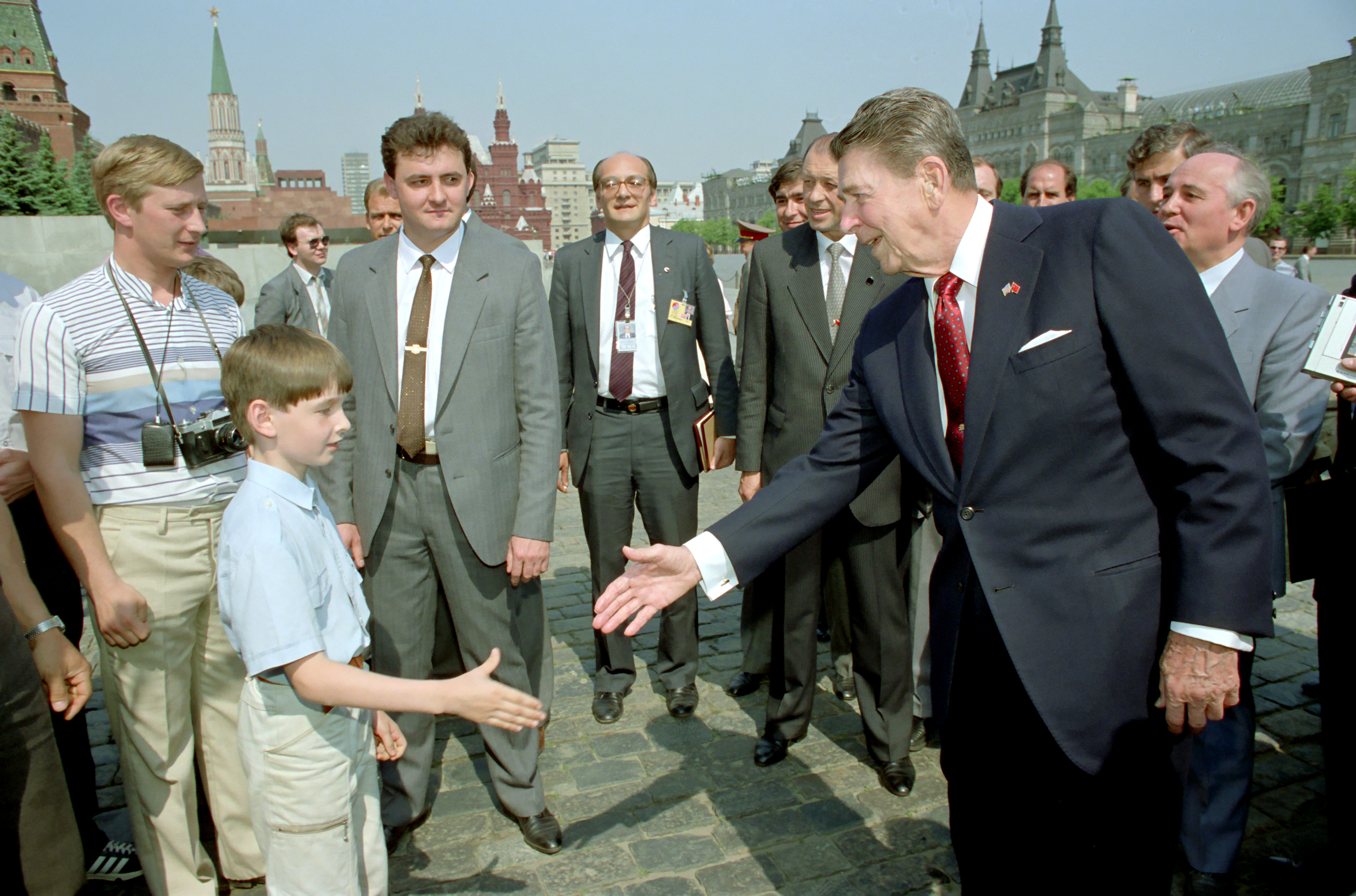
Un niño y Ronald Reagan en la Plaza Roja de Moscú en 1988.

En política exterior, Gorbachov tendía a que se negociara la reducción de armamento y se pacificaran las relaciones internacionales, por lo que retiró a las tropas soviéticas de Afganistán y recibió en Moscú al presidente estadounidense Ronald Reagan.
Tras ser elegido presidente del Soviet Supremo, Gorbachov aceleró el programa de reformas políticas. Fue elegido jefe del Estado (1989) y primer presidente de la Unión Soviética por el congreso (1990). Se redujo el interés de la Unión Soviética por los países socialistas del Tercer mundo y se inició una predilección por los países occidentales y por la democracia, a la que costó mucho adaptarse.
La reforma, aplicada con mayor fuerza sobre todo a partir de 1987, alcanzaba todas las áreas del sistema soviético: la ciencia, la tecnología, la reorganización de la estructura económica y los cambios en la política de inversiones. Para ello se trató de hacer un mejor uso de los medios económicos de que se disponía. La reforma supuso el saneamiento de una burocracia ineficaz y con ello se pretendía implicar más al conjunto de ciudadanos en la tarea de reconstruir su economía.

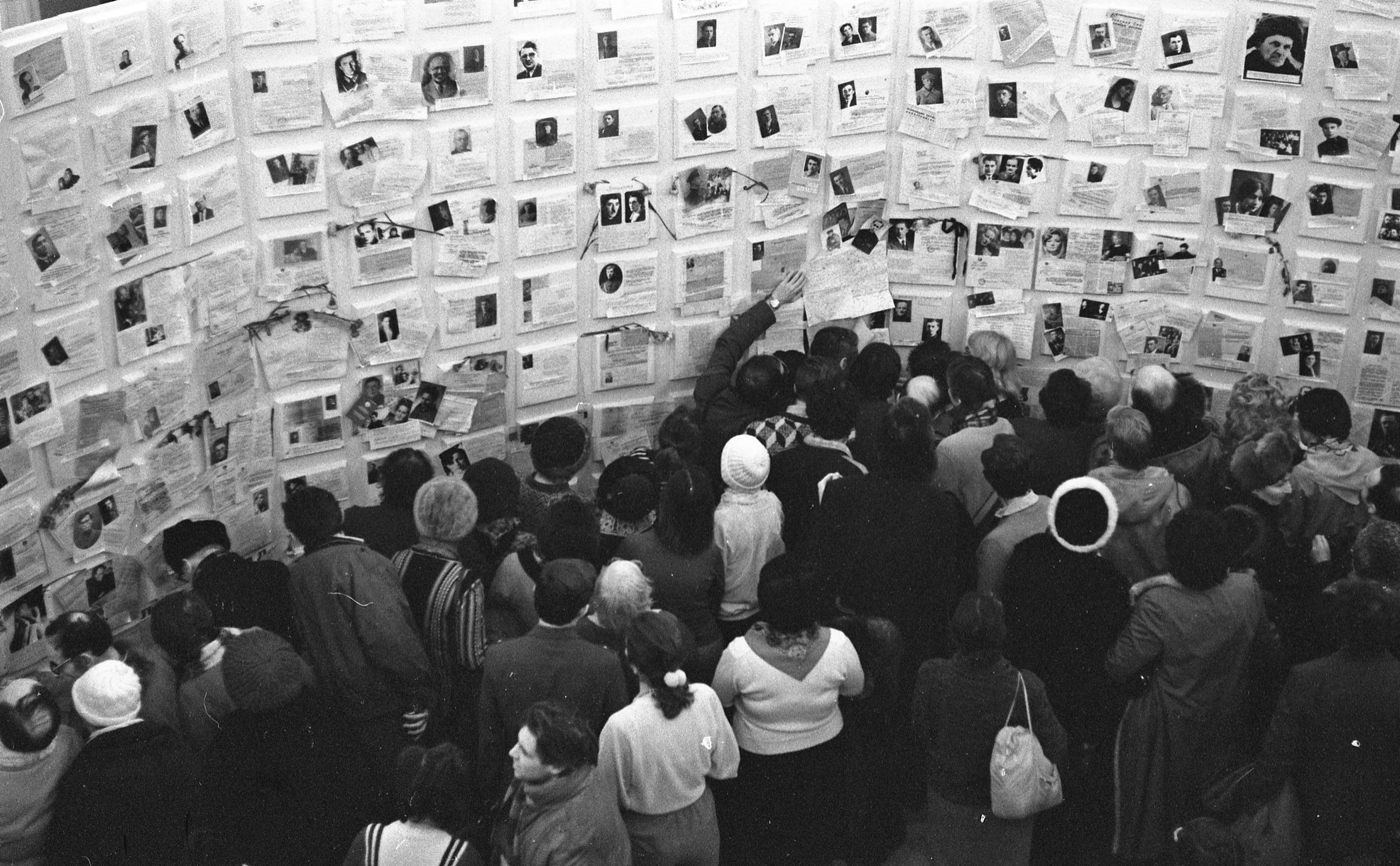
"Muro de los Dolores" en la primera exposición de las víctimas del estalinismo en Moscú.

La perestroika iba complementada por la glásnost, una política de apertura hacia los medios de comunicación, con transparencia informativa, permitiendo la libertad de expresión y de opinión, al contrario que en la etapa anterior, caracterizada por la represión hacia los contrarios al sistema. Esto fue generando una confrontación política encabezada por las críticas de Borís Yeltsin, que fue apartado en 1987. En junio de 1988, se celebraron las elecciones más democráticas desde las elecciones a la Asamblea Constituyente de 1917, las cuales no dieron al PCUS todos los puestos en el gobierno, sino que se formó una minoría de reformadores entre los que se encontraba Yeltsin. A finales de 1990 ya existía una verdadera división en el Congreso, con unos 18 grupos políticos, de los que el más importante era el comunista, seguido del conservador Soyuz.
Hacia el final del mandato de Gorbachov, la Perestroika empezó a recibir críticas, tanto por los que pensaban que las reformas se aplicaban demasiado lentamente como por los comunistas, que temían que éstas destruyeran el sistema socialista y llevaran a la decadencia del país.
El 12 de junio de 1990, el Congreso de los Diputados del Pueblo de Rusia aprobó la Declaración de Soberanía Estatal de la RSFS de Rusia. El 19 de agosto de 1991, los altos cargos del PCUS y la KGB realizaron un intento de golpe de Estado con el objetivo de boicotear el Nuevo Tratado de la Unión que permitiría el autogobierno de las repúblicas de la Unión Soviética. Este fracasó debido a la pasividad de altos dirigentes militares y a la actitud del presidente de la RSFS de Rusia, Borís Yeltsin. Muchas repúblicas federadas declararon entonces su independencia. El 8 de diciembre de 1991 los presidentes de la RSFS de Rusia, RSS de Ucrania y RSS de Bielorrusia (Borís Yeltsin, Leonid Kravchuk y Stanislav Shushkiévich, respectivamente) firmaron el Tratado de Belavezha que proclamaba la disolución de la Unión Soviética y el establecimiento en su lugar de la Comunidad de Estados Independientes (CEI). La firma del Tratado fue comunicada por teléfono al Presidente de la Unión Soviética Mijaíl Gorbachov por Stanislav Shushkiévich. Finalmente, el 25 de diciembre de 1991, Gorbachov renunció a su cargo de presidente de la Unión Soviética. Yeltsin se convirtió en el presidente de la recién fundada Federación de Rusia.